# L'Aura (œuvre d'art)
 (signalé en août 2025).
Si vous disposez d'ouvrages ou d'articles de référence ou si vous connaissez des sites web de qualité traitant du thème abordé ici, merci de compléter l'article en donnant les références utiles à sa vérifiabilité et en les liant à la section « Notes et références ».
- Archive Wikiwix
- Bing
- Cairn
- DuckDuckGo
- E. Universalis
- Gallica
- Google
- G. Books
- G. News
- G. Scholar
- Persée
- Qwant
- (zh) Baidu
- (ru) Yandex
- (wd) trouver des œuvres sur Wikidata

Pour les articles homonymes, voir L'Aura et Aura.
Ne doit pas être confondu avec Aura (art).
L'Aura est une œuvre de land art située en France, en Savoie, dans la vallée de la Maurienne, à Sainte-Marie-de-Cuines. Ce géoglyphe situé au pied du Grand Châtelard et visible notamment depuis l'autoroute A43, les routes départementales 74 et 1006 ainsi que la ligne de Culoz à Modane (frontière) forme un anneau tronqué.